# فيروس طاعوني
فيروس الطاعون (بالإنجليزية: Pestivirus)‏ هو جنس من الفيروسات ينتمي لفصيلة الفيروسات المصفرة. فيروسات هذا الجنس تصيب الثدييات بما في ذلك البقريات (الأبقار والأغنام والماعز...) والخنزيريات (خنزير).